# Municipio de Karlsborg
El municipio de Karlsborg (del sueco: Karlsborgs kommun) es un municipio de la provincia de Västra Götaland, al oeste de Suecia. Su capital está ubicada en el pueblo de Karlsborg.
El municipio actual se formó en 1971, cuando el anterior Karlsborg se fusionó con Mölltorp y Undenäs.
El área ha estado dominada por la fortaleza Karlsborg y la actividad militar a lo largo de los últimos siglos.
El Parque nacional Tiveden se encuentra ubicado parcialmente en el municipio. El campo de aviación Flugebyn, sede del Club de Paracaidismo Västergötland (Västergötlands Fallskärmsklubb) también se encuentra en el municipio.

## División administrativa
Hasta el año de 2016 el municipio estaba dividido en 4 ciudades: Breviks församling, Karlsborgs församling, Mölltorps församling y Undenäs församling. A partir de ese mismo año el municipio se divide en los siguientes distritos:
- Brevik
- Karlsborg
- Mölltorp
- Undenäs